# Cattura balistica
In astrodinamica, la cattura balistica è un metodo che consente a un veicolo spaziale di inserirsi in orbita attorno a un pianeta o a un satellite senza utilizzare propellente (nel caso ideale) o utilizzandone pochissimo. Costituisce un'alternativa al metodo di trasferimento alla Hohmann utilizzato tradizionalmente. Il suo principale vantaggio è ridurre il carburante trasportato e quindi la massa al lancio del veicolo, contenendo i costi della missione. È stato utilizzato più volte nelle missioni spaziali dirette verso la Luna. Il primo studio su questo tipo di inserimento orbitale è stato descritto nel 1987. Questo metodo è stato utilizzato per la prima volta nel 1991 dalla sonda spaziale giapponese Hiten per entrare in orbita attorno alla Luna

## Descrizione

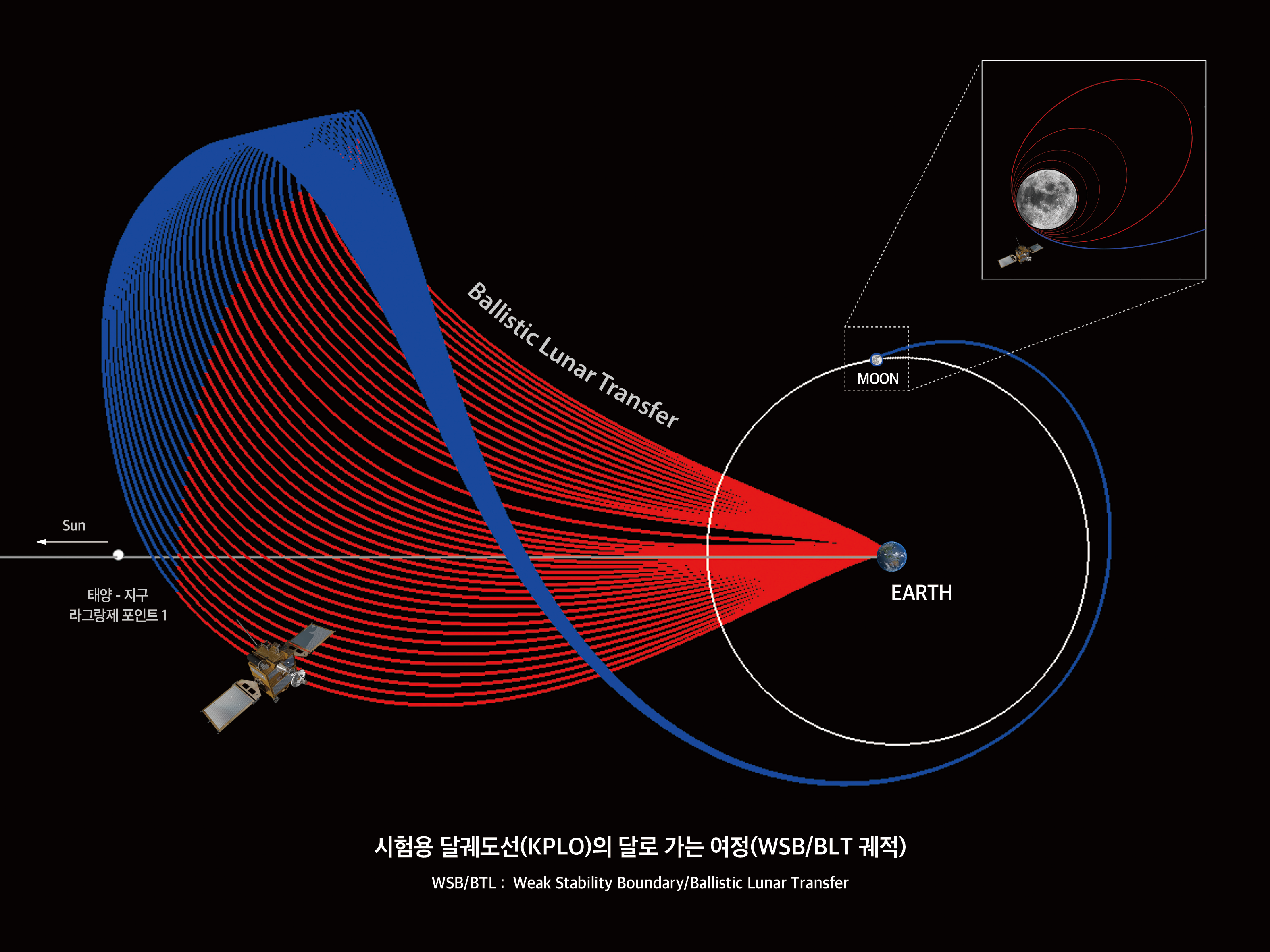
La traiettoria della sonda coreana Danuri per inserirsi in orbita attorno alla Luna.

Per entrare in orbita attorno a un pianeta o a una luna, un veicolo spaziale deve, nel caso di una manovra orbitale tradizionale (metodo di trasferimento alla Hohman), ridurre la sua velocità utilizzando la propulsione una volta raggiunta l'orbita, in modo da entrare nel campo gravitazionale del suo bersaglio e inserirsi in orbita. Questa manovra comporta il consumo di una grande quantità di propellente che deve quindi essere trasportato a bordo riducendo la massa destinata al carico utile. Una soluzione alternativa è eseguire una manovra di cattura balistica: la navicella viene inserita su una traiettoria che la porta attraverso il campo gravitazionale del corpo celeste a una velocità talmente bassa da non poter sfuggire alla sua attrazione gravitazionale. La cattura balistica è un metodo particolare di trasferimento a bassa energia.
Nella cattura balistica la navicella spaziale può sfruttare l'attrazione gravitazionale del Sole: utilizzata solitamente per missioni dirette verso la Luna, la navicella viene inserita inizialmente su un'orbita con apogeo in prossimità del punto lagrangiano L1 del sistema Terra-Sole, cioè a 1,5 milioni di chilometri dalla Terra e oltre l'orbita lunare. In questa regione dello spazio, l'attrazione dei diversi corpi (Sole, Terra e Luna) è quasi nulla e, a costo di un consumo di propellente molto basso, l'orbita della navicella può essere modificata in modo tale da ottenere un inserimento orbitale attorno alla Luna sul piano orbitale desiderato.

## Vantaggi e svantaggi

Animazione che mostra le traiettorie della sonda BepiColombo per inserirsi in orbita attorno a Mercurio.

Il vantaggio principale di tale metodo è la riduzione della quantità di propellente trasportato e quindi la riduzione del costo della missione. Per una missione lunare, il delta-v necessario per la partenza dall'orbita terrestre bassa è ridotto del 25%, il che consente di raddoppiare la massa del carico utile. Inoltre, la cattura balistica riduce i vincoli sulla dimensione della finestra di lancio ed è un metodo con meno rischi poiché il suo successo non dipende dal corretto funzionamento della propulsione del veicolo spaziale. Il suo principale svantaggio è che prolunga il tempo di transito della navicella spaziale tra il punto di partenza e quello di destinazione. Nel caso di un inserimento attorno alla Luna, pur essendo relativamente vicina alla Terra, la durata del transito aumenta da pochi giorni a diversi mesi.

## Missioni che hanno fatto ricorso della cattura balistica
| Missione           | Agenczia  | Data lancio | Corpo celeste | Note                                     |
| ------------------ | --------- | ----------- | ------------- | ---------------------------------------- |
| Hiten              | ISAS      | 1991        | Luna          |                                          |
| SMART-1            | ESA       | 2004        | Lune          | Cattura interna (apogeo < orbita lunare) |
| GRAIL              | NASA      | 2011        | Luna          |                                          |
| BepiColombo        | ESA       | 2018        | Mercurio      |                                          |
| CAPSTONE           | NASA      | 2022        | Lune          |                                          |
| Danuri             | KARI      | 2022        | Luna          |                                          |
| Hakuto-R Mission 1 | ispace    | 2022        | Luna          |                                          |
| SLIM               | JAXA/ISAS | 2023        | Luna          |                                          |